# David Doherty
David Doherty (* um 1950) ist ein nordirischer Badmintonspieler. 

## Karriere
David Doherty wurde 1972 erstmals nationaler Meister in Irland, wobei er im Herrendoppel mit Clifford McIlwaine erfolgreich war. Zwei weitere gemeinsame Titelgewinne folgten 1973 und 1974. 1974 nahm er an den British Commonwealth Games teil.

## Sportliche Erfolge
| Saison | Veranstaltung                 | Disziplin    | Platz | Name                               |
| ------ | ----------------------------- | ------------ | ----- | ---------------------------------- |
| 1972   | Irland: Einzelmeisterschaften | Herrendoppel | 1     | David Doherty / Clifford McIlwaine |
| 1973   | Irland: Einzelmeisterschaften | Herrendoppel | 1     | David Doherty / Clifford McIlwaine |
| 1974   | Irland: Einzelmeisterschaften | Herrendoppel | 1     | David Doherty / Clifford McIlwaine |